# غيدقة داكنة الرأس
غيدقة داكنة الرأس (الاسم العلمي: Hydrophis atriceps) (بالإنجليزية: Black-headed seasnake)‏ هي نوع من الزواحف تتبع جنس الغيدقة من فصيلة العرابيد.